# Jordi El Niño Polla
Jordi El Niño Polla, eigentlich Ángel Muñoz, (* 11. September 1994 in Ciudad Real, Provinz Ciudad Real, Spanien) ist ein spanischer Pornodarsteller und Webvideoproduzent.

## Karriere
Jordi kam durch digitale Suchanzeigen für Pornodarsteller auf die Idee, eine Karriere als Pornodarsteller zu beginnen. Er bewarb sich im Jahre 2013 um eine im Internet ausgeschriebene Stelle als Darsteller, bekam in kurzer Zeit einen Vertrag bei dem Pornofilmunternehmen FaKings und war anfangs als Darsteller für die Webseite von Nacho Vidal tätig. Hier bekam er sein Pseudonym El Niño Polla (spanisch: Der Schwanz-Junge), das Bezug auf seine jugendliche Erscheinung nimmt.
Im März 2016 wurde er schließlich von Brazzers über Twitter für eine Anfrage zu einem Vertrag kontaktiert. Er wurde zum populärsten Darsteller des Unternehmens für dieses Jahr, und man bot ihm deswegen einen Exklusivvertrag an.

## Privatleben
Er führt seit 2016 eine feste Beziehung mit einer Frau, die nicht in der Sexindustrie tätig ist.

## Auszeichnungen
Gewonnene Auszeichnungen
- AVN Awards
  - 2016: Best Male Newcomer

- Pornhub Awards
  - 2018: Most Popular Male Performer
  - 2019: Most Popular Male Performer
- PornHub Awards
  - 2022: Top Big Dick Performer[5]

Nominierungen
- Pornhub Awards
  - 2018: Most Popular Male Performer by Women
  - 2019: Most Popular Male Performer by Women

- XBIZ Awards
  - 2020: Best Sex Scene — Comedy (Plow-Her Walking)